# Galve de Sorbe
Galve de Sorbe ist ein Ort und eine Gemeinde (municipio) mit 95 Einwohnern (Stand: 2024) im Südwesten der Provinz Guadalajara in der Autonomen Gemeinschaft Kastilien-La Mancha. 

## Lage und Klima
Galve de Sorbe liegt in einer Höhe von ca. 1385 m in der Kulturlandschaft der Serranía. Die Entfernung zur südlich gelegenen Provinzhauptstadt Guadalajara beträgt ca. 65 Kilometer (Fahrtstrecke). Das Klima ist gemäßigt bis warm; Regen (659 mm/Jahr) fällt übers Jahr verteilt.

## Bevölkerungsentwicklung
| Jahr      | 1970 | 1981 | 1991 | 2001 | 2011 | 2021 |
| Einwohner | 268  | 302  | 153  | 142  | 119  | 97   |

## Sehenswürdigkeiten

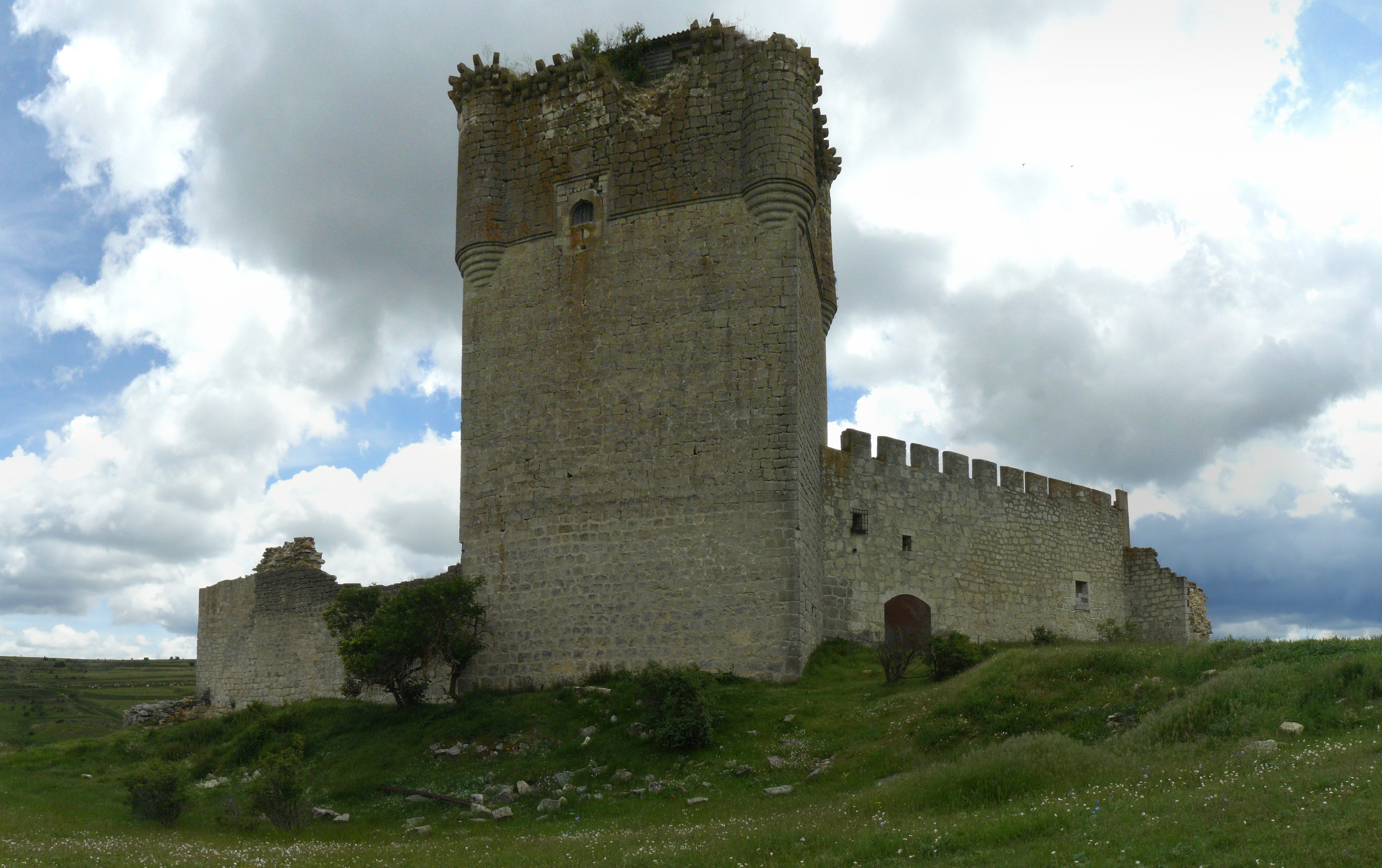
Frühere Burganlage
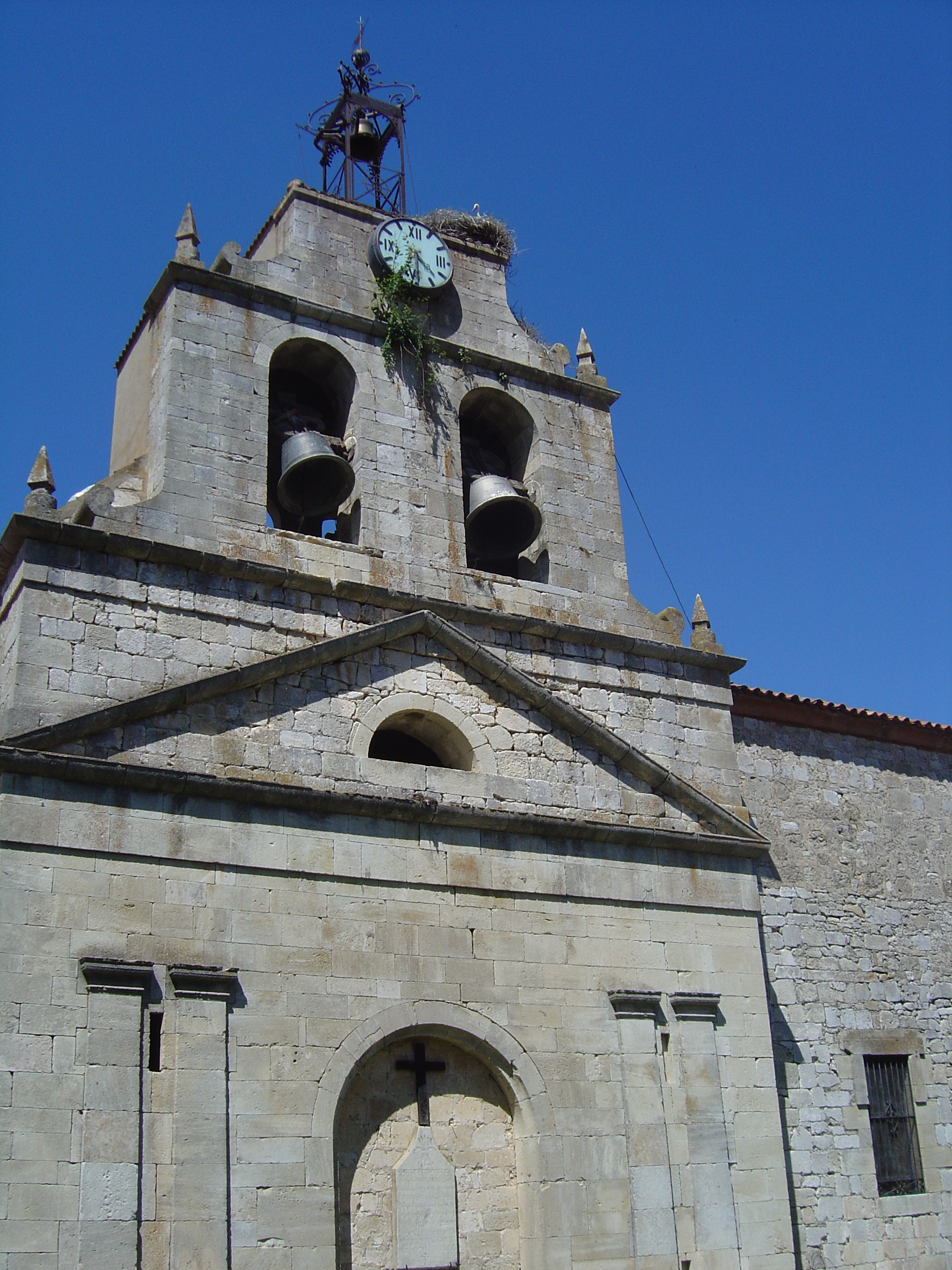
Kirche Mariä Himmelfahrt

- Frühere Burganlage
- Kirche Mariä Himmelfahrt